# Selenocephalus asir
Selenocephalus asir är en insektsart som beskrevs av Dlabola 1980. Selenocephalus asir ingår i släktet Selenocephalus och familjen dvärgstritar. Inga underarter finns listade i Catalogue of Life.